# Slaget om Berlin
 Der er for få eller ingen kildehenvisninger i denne artikel, hvilket er et problem. Du kan hjælpe ved at angive troværdige kilder til de påstande, som fremføres i artiklen.

Slaget om Berlin var det sidste store slag på Østfronten under 2. verdenskrig. Slaget stod mellem Tysklands sidste reserver og Sovjetunionens styrker overlegne både med hensyn til mandskab og materiel.

## Optakten
12. januar 1945 indledte Den Røde Armé en storoffensiv mod vest over hele Østfronten. Det medførte, at de sovjetiske styrker tidligt nåede floderne Oder og Neisse i Vestpreussen, kun 70 km fra Berlin, bortset fra dele af Østersøkysten. Den strategiske mulighed var opstået, efter at den tyske midterfront var totalt kollapset i sommeren 1944 med et korps' totale udslettelse og mindst en million døde tyske soldater. Dernæst indtog Den Røde Armé Ungarns hovedstad Budapest i syd og mod nord hele Baltikum til trods for at den tyske garnison i den østpreussiske hovedstad Königsberg holdt ud helt til slutningen af april. I februar og marts 1945 indtog de sovjetiske styrker også kystområdet til Stettin med store tab for tyskerne. Den tyske overkommando beregnede, at den tyske hær alene i januar og februar 1945 havde en million døde. Inden havde overkommandoen skønnet, at det tyske forsvar kunne holde ud til august 1945. Den amerikanske besættelse af Ruhr-distriktet i marts 1945 og tabet af oliekilderne i Rumænien kuldsejlede den tyske strategi. Tilsyneladende troede Hitler stadigvæk på, at de 1.000 nye jetjagere, der rent teknisk ville kunne blive indsat i løbet for forsommeren 1945, kunne have reddet det nazistiske regime. Alene i januar 1945 var krigsproduktionen lige så stor som hele 1942 og 1943 tilsammen og overgik den samlede krigsproduktion hos de allierede.[kilde mangler]

## Strategi
De sovjetiske styrker blev i felten ledet af feltmarskalerne Konstantin Rokossovskij (gennem Pommern i nord), Georgij Zjukov (i midten) og Ivan Konev (gennem Schlesien i syd). De ledede en sovjetisk styrke på 2,5 millioner soldater, 41.000 artillerienheder, 7.500 fly, ca. 6.000 kampvogne og over 3.000 ramper for de såkaldte Katjusjaraketter (stalinorgel).
Totalt havde tyskerne i underkanten af en million mand til rådighed; men mange af dem var ikke regulære soldater, men ældre mænd fra militsen Volkssturm og tvangsudskrevne unge fra Hitlerjugend helt ned i 14 årsalderen. Mange manglede våben og blev udstyret med de Panzerfäuste, de kunne bære. Den sovjetiske styrke var overlegen på alle områder.
Den sovjetiske strategi var at omringe byen, ved at Konevs styrker fra syd og Rokossovskijs styrker fra nord skulle mødes vest for byen, mens Zjukov skulle presse de tyske forsvarslinjer fra øst. Josef Stalin spillede de sovjetiske marskaler ud mod hinanden og skabte en rivaliseren mellem dem om, hvem der først kunne indtage selve byen. Særligt Konev og Zjukov fik tvetydige signaler. Forholdet mellem dem var derfor spændt, og det gik ud over koordineringen i felten. Stalin krævede, at den Røde Armé skulle indtage Berlin til fejringen af 1. maj. Først i slagets sidste fase udsendte Stalin og Stavka klare ordrer om, hvilke enheder, der skulle gøre hvad. Til slut var det Zjukov, som fik æren af at indtage byens centrum og Rigsdagsbygningen.

## Slaget ved Seelowhøjderne
Den sovjetiske fremrykning standsede ved Oder-Neisse-linjen for at reorganisere styrkerne inden det sidste fremstød mod Berlin. Byen Seelow ligger lige vest for floden Oder langs Reichsstraße 1, den gamle hovedvej fra Berlin og Brandenburg til Østpreussen, og denne rute blev kaldt "Porten til Berlin". Tyskerne anså med rette, at det sovjetiske hovedfremstød ville blev sat ind her og etablerede derfor et forsvarsværk på højderne ved Seelow med deres sidste reserver. Selv om tyskerne koncentrerede styrkerne på et lille område, var deres styrker meget underlegne, både materielt og mandskabsmæssigt: Den tyske styrke bestod kun af omkring 100.000 soldater mod en sovjetisk styrke på 1 million mand. Seelowhøjderne gav en god oversigt over den sovjetiske opmarch. Og tyskerne satte en del af området under vand.
Slutangrebet mod Berlin blev indledt tidligt om morgenen den 16. april med et voldsomt sovjetisk bombardement af Seelowhøjderne, men fortsættelsen gik dårligt for Zjukov. De tyske styrker forsvarede sig ihærdigt mod den store overmagt, samtidig med at de enorme sovjetiske styrker på et lille område skabte kaos. Desuden blev de hindret af sumpen, samtidig med at Zjukovs ide med at blænde det tyske forsvar med 143 kraftige projektører slog fejl, da morgentågen gjorde sigtbarheden dårligere for de sovjetiske soldater, der blev tydelige mål for tyskerne. De sovjetiske tab de første timer var enorme, og Zjukov måtte indsætte reserverne allerede første dag.
Men den sovjetiske overmagt var stor, og de tyske panserreserver blev holdt for længe tilbage. Endelig brød luftwaffedivisionen sammen, og langsomt rykkede de sovjetiske styrker frem. De brugte imidlertid tre døgn på at komme forbi de tyske forsvarslinjer på Seelowhøjderne, og først d. 19. april kunne de indlede den videre fremrykning mod Berlin. 30.000 sovjetiske og 20.000 tyske soldater blev dræbt i kampene om Seelowhøjderne, og de sovjetiske styrker var langt efter den sovjetiske tidsplan.

## Kampene omkring byen
Selv efter gennembruddet ved Seelow mødte de sovjetiske styrker hård modstand flere steder under omringningen af Berlin. Slaget ved Halbe var et af de største under den sovjetiske omringning af byen. Det varede fra d. 24. april til d. 1. maj og blev udkæmpet ved den lille landsby Halbe i Landkreis Dahme-Spreewald i Brandenburg omkring 60 km syd for Berlin. Omkring 80.000 tyske soldater blev omringet og kæmpede mod en overmagt på 280.000 mand, men blev til slut knust med mere end 30.000 døde og 25.000 taget til fange. Op mod 10.000 civile døde og omkring 20.000 sovjetiske soldater døde. Flere tusind af de tyske soldater fra Halbe-omringningen slog sig mod vest og overgav sig til de amerikanske styrker ved Elben ved Tangermünde for at undgå sovjetisk krigsfangenskab.
I nord var der kampe langs linjen mellem Stettin ved kysten og Schwedt længere ind i landet ved floden Oder, desuden var der kampe bl.a. ved Werneuchen og Cottbus længere mod syd.
Den 20.-27. april lukkede ringen sig omkring Berlin, og hovedstaden blev udsat for et voldsomt bombardement. Totalt skal der have slået omkring 7 millioner granater ned over Berlin i de dage. Nu var det næsten umuligt at forlade byen. Der var ingen forstærkninger, og det var klart, at det eneste, de tyske styrker havde mulighed for, var at forsinke den sovjetiske fremmarch.

## Kampene i byen
De sidste kampe blev indledt d. 27. april med meget blodige kampe, men tyskerne var chanceløse mod overmagten. De tyske kommandanter havde en styrke på omkring 45.000, resterne af tilfældige Wehrmacht- og Waffen-SS-divisioner, dele af politistyrker, tvangsudskrevne børn fra Hitlerjugend og mænd fra Volkssturm, som måske havde deres militære baggrund og træning fra 1. verdenskrig. Tillige var Volkssturm ledet af Goebbels, som ingen militære forudsætninger havde. Indsatsen blev ikke koordineret med hæren. Kommandant for styrkerne i byens centrum var SS-Brigadeführer Wilhelm Mohnke, og styrken bestod kun af 2000 soldater. De to ammunitionsdepoter og de tre fødevaredepoter i periferien af Berlin blev hurtigt erobret af russerne. Og Berlins geografiske og konstruktionsmæssige forhold gjorde det umuligt at forsvare byen i en moderne krig.
Det symbolske mål for de fremrykkende sovjetiske styrker var Rigsdagsbygningen og Rigskancelliet. De sovjetiske styrker rykkede frem i centrum ad tre hovedakser, fra sydøst langs Frankfurter Allee frem til Alexanderplatz, fra syd langs Sonnenallee til Belle-Alliance-Platz, fra syd frem til Potsdamer Platz og fra nord til Rigsdagsbygningen. De hårdeste kampe stod ved Rigsdagsbygningen, Moltke-broen, Alexanderplatz og Havelbroerne ved Spandau, og kampene udspillede sig som nådeløse hus-til-hus, mand-mod-mand kampe. Særlig gjorde de fremmede Waffen-SS-soldater intens modstand, både på grund af deres ideologi, og at de regnede med at blive henrettet, hvis de blev fanget. Størstedelen af Waffen-SS-soldaterne var fra SS-division Nordland, som var opsamlingsdivision for skandinaviske frivillige.
Undsætningsordrer fra Hitler til hærene nord og vest for Berlin fandt de ledende generaler formålsløse. De blev på skrømt gennemført for blot at skaffe korridorer til flygtningestrømmen fra Berlin og Halbe. Især undsætningen fra nord kunne være gennemført, men havde ingen militær betydning selv i få dage. Som chefen for den tyske arme i vest udtrykte det: "undsætningen af Berlin var blot et spørgsmål om at vende kanonerne fra vest til øst." Så tæt var de Allierede på et totalt tysk sammenbrud.
Tidligt den 29. april krydsede de sovjetiske styrker Moltkebroen og rensede de nærliggende bygninger og gader for tysk modstand. De ødelagte broer hindrede fremføring af artilleri, og manglen forsinkede fremrykningen. Samme dag pressede de sovjetiske styrker på i centrum, særligt fra sydøst, og efter meget hårde kampe indtog de Gestapos hovedkontor i Prinz-Albrechtstrasse, men en afdeling fra Waffen-SS generobrede bygningen lige efter, dog kun for en stakket frist. Fra sydvest pressede de sovjetiske styrker mod nord over Landwehr-kanalen og ind i Tiergarten.
Adolf Hitler begik selvmord den 30. april sammen med Eva Braun. Propagandaminister Joseph Goebbels og hustruen Magda tog deres eget liv dagen efter, efter først at have taget livet af deres seks børn. Samme dag havde de sovjetiske styrker løst problemet med de ødelagte broer og angreb Rigsdagsbygningen med artilleri. De mødte imidlertid kraftig artillerimodstand fra tyske Flak-batterier ved Berlin Zoo og kunne først angribe bygningen om aftenen. De kæmpede sig langsomt gennem bygningen. Tyskerne har dog siden hævdet at selve bygningen ikke var befæstet med tyske soldater. Det sovjetiske flag blev hejst om natten den 30. april og genrejst for pressens skyld i dagtimerne 1. maj. De tyske forsvarere opgav bygningen om eftermiddagen samme dag.
Tidligt om morgenen 2. maj indtog de sovjetiske styrker Rigskancelliet og Førerbunkeren. Samme dag kapitulerede tyskerne i hele byen.
På Vestfronten fortsatte kamphandlingerne i nogle dage, før tyskerne kapitulerede betingelsesløst på samtlige fronter 7.-8. maj. Efter Berlins fald foretrak de tyske styrker at overgive sig til Vestmagterne og undgå sovjetisk fangeskab. Omkring 100.000 skal have klaret det, og for Vestmagterne var det et problem: både med en allieret og med en stor flygtningestrøm. På et tidspunkt lukkede amerikanerne af for flygtende tyske soldater og sendte dem retur til russisk side grundet de klare aftaler der var derom fra Jalta.

## Tab og ødelæggelser
Tabstallene under slutkampene om Berlin er meget usikre og varierer en del. Men de sovjetiske tab var på omkring 81.000 døde (20.000 – 25.000 i kampene inde i byen). Sovjetunionen havde også 280.000 sårede. På tysk side er tallene endnu mere usikre, men mindst 150.000 tyske soldater skal være blevet dræbt, og 134.000 blev taget som krigsfanger. 150.000 civile blev dræbt. Det totale dødstal er mindst 485.000. Russernes vane med at arrestere alle i uniform herunder brandmænd og postmedarbejdere gør kun fangeantallet endnu mere usikkert.
De materielle ødelæggelser var enorme. Store dele af byen var lagt i ruiner, både som følge af kamphandlingerne og den omfattende strategiske bombning af byen. Både vandforsyning, kloaksystemer og strømforsyning var ødelagt, og befolkningen led hele sommeren 1945 af sult, underernæring og sygdomme, særligt dysenteri. Særligt i de første måneder efter sammenbruddet var der omfattende overgreb mod den tyske civile befolkning i form af drab, plyndring, ødelæggelser og voldtægter af tyske kvinder meget udbredt, man anslår to millioner voldtægter. Først hen på efteråret strammede Den Røde Armé disciplinen, men overgrebene sluttede først, da de sovjetiske soldater blev indkvarteret i bevogtede forlægninger adskilt fra civilbefolkningen i vinteren 1947/48.
Oprydningen kom hurtigt i gang foranstaltet ved tilbud om madrationer til civilbefolkningen mod oprydningsarbejde.